# Ndjassi
Ndjassi est un village du Cameroun situé dans le département de la Kadey et la région de l'Est. Il fait partie de la commune de Nguelebok, du canton Kaka Mbondjo.

## Population
En 1966, le village comptait 224 habitants, principalement des Kaka.
Lors du recensement de 2005, on y dénombrait 501 personnes.

## Infrastructures
Ndjassi dispose notamment d'un centre de santé intégré, d'un forage hydraulique, d'une forêt communautaire.